# Климов, Игорь Константинович
И́горь Константи́нович Кли́мов (1 ноября 1989, Смоляниново, Шкотовский район, Приморский край, СССР) — российский футболист. центральный защитник.

## Клубная карьера
Родился 1 ноября 1989 года в посёлке городского типа Смоляниново, в Приморском крае. Воспитанник футбольной школы «Мастер-Сатурн». В 2007 году перешёл в казанский «Рубин», за который выступал преимущественно в молодёжном первенстве, а также трижды выходил на поле в основном составе на матчи 1/16 финала Кубка России и принимал участие в Кубке Содружества 2010, в котором «Рубин» одержал победу. В 2010 году был отдан в годичную аренду в «Химки», в составе которых сразу же стал основным игроком и отыграл за сезон 35 матчей в Первом дивизионе. Вскоре после окончания срока аренды, покинул «Рубин» и перешёл в «Сибирь», где также стал основным игроком и за три сезона провёл за команду 90 матчей и забил 1 гол.
В 2014 году подписал контракт с оренбургским «Газовиком». В составе оренбургского клуба Климов дошёл до полуфинала Кубка России 2014/15, где отыграл полный матч против московского «Локомотива», «Газовик» вплоть до последних минут вёл в счёте 1:0, но на 88-й минуте Климов допустил ошибку, проиграв борьбу за мяч форварду соперника Шкулетичу, в результате которой железнодорожники сравняли счёт, а затем в итоге выиграли в серии послематчевых пенальти.
В дальнейшем выступал за ряд клубов ФНЛ, однако ни в одном из них не смог задержаться дольше чем на один сезон. Летом 2018 года перешёл в саранскую «Мордовию», где играл в течение двух лет. После расформирования клуба перебрался в московский «Велес».
Летом 2021 года перешёл в «Томь», подписав контракт на 1 год. В июле 2022 года попал в состав выступающего во второй лиги ивановского «Текстильщика». Дебютировал за него 21 августа в поединке седьмого тура против вологодского «Динамо»: на 77-й минуте Климов вышел на замену вместо Дмитрия Шилова.

## В сборной
В 2008 году сыграл несколько матчей за юношескую сборную России до 19 лет. В 2012 вызывался в состав России-2, однако на поле не выходил.